# Karl Friedrich Lessing
Karl Friedrich Lessing (Breslavia, 15 febbraio 1808 – Karlsruhe, 4 gennaio 1880) è stato un pittore tedesco.

## Biografia
Discendente di Gotthold Ephraim Lessing e figlio di Carl Friedrich (1778 - 1848) e di Clementine (1783 - 1821), fu allievo di Heinrich Anton Dähling all'Accademia delle scienze prussiana (Preußische Akademie der Wissenschaften).
Studiò inizialmente al Universität der Künste Berlin e poi nel 1826 in compagnia del suo amico Wilhelm von Schadow al Kunstakademie Düsseldorf, divenne membro della scuola di pittura di Düsseldorf.
Nel 1867 rifiutò di tornare a svolgere la carica di direttore dell'Accademia di Düsseldorf. Sposatosi con Ida Heuser (1817-1880) nel 1841, i due ebbero una numerosa prole:
- Otto Lessing (1846-1912), scultore
- Heinrich Lessing (morto nel 1930), pittore
- Konrad Lessing (morto nel 1916)
- Bertha Lessing (morta nel 1914 a Berlino)

## Riconoscimenti
- 1832, eletto membro dell'Accademia di Berlino
- 1842, Pour le Mérite[1]

## Opere
Fra le sue opere più importanti:

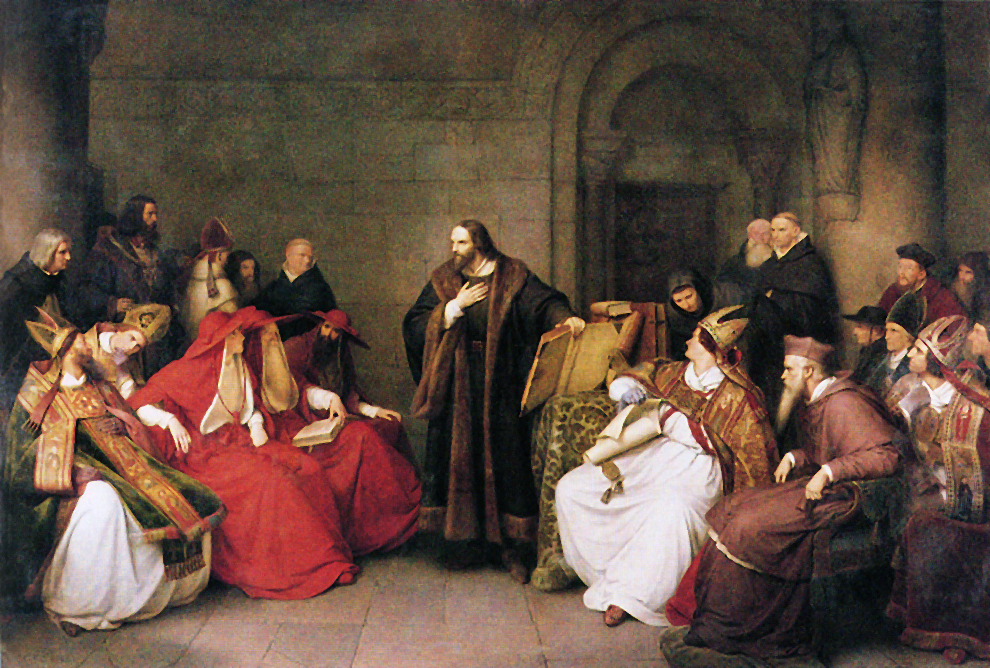
Karl Friedrich Lessing:Johann Hus auf dem Konstanzer Konzil

- Die Hussitenpredigt, 1836 (Berlino, Alte Nationalgalerie);
- L'imperatore Federico Barbarossa, 1839;
- Johann Hus auf dem Konstanzer Konzil (Jan Hus durante il Concilio di Costanza), 1842
- Hus vor dem Scheiterhaufen, 1850
- Luther, der die Bannbulle verbrennt, 1853
- Die Gefangennahme des Papstes Paschalis, 1858
- Das trauernde Königspaar